# Bienrode
Bienrode ist ein Ortsteil der Stadt Braunschweig, er liegt im nördlichen Teil der Stadt und gehört zum Stadtbezirk Wabe-Schunter-Beberbach.

## Geographie
Bienrode liegt am östlichen Ufer der Schunter auf erdneuzeitlichen Sedimenten und war ein historischer Wassermühlenstandort. Nördlich des Ortes fließt der Beberbach von Ost nach West und mündet bei Wenden in die Schunter. Südlich verläuft seit 1934 die Autobahn A2 in Ost-West-Richtung, westlich die Stadtautobahn Braunschweig in Nord-Süd-Richtung. Beide treffen sich am Autobahnkreuz Braunschweig-Nord und bilden einen Zwickel, in dem sich die Schunter in einen alten und neuen Arm sowie den Mühlengraben verzweigt und eine Auenlandschaft gestaltet. Östlich von Bienrode befindet sich in Waggum der Flughafen Braunschweig-Wolfsburg. Die Bahnstrecke nach Uelzen durchquert den Ort östlich des historischen Kerns parallel zur Landesstraße L625, die Querum mit dem Papenteich verbindet.
Am Nordostrand des Orts liegt das Naherholungsgebiet Bienroder See.

## Geschichte
Die Ersterwähnung des Ortsteils mit dem Namen Ibanroth fand in der Weiheurkunde der Magnikirche von 1031 des Bischofs Branthag von Halberstadt statt, eine weitere Nennung erfolgt 1232 als Bigenrode. Die Endung -rode deutet darauf hin, dass der Ortsteil durch eine Rodung entstanden ist, wobei das Bedeutungswort in der Regel einen Personennamen repräsentiert. Nach Blume, Casimir, Ohainski wird nicht grundsätzlich ausgeschlossen, dass der Wortstamm Iban aus Eibe oder Fluss abgeleitet wurde, wahrscheinlicher sei jedoch ein Personenname wie Ibo oder Ivo. Der 1232 verwendete Name Bigen kann den Autoren zufolge nicht aus dem Vorgängernamen abgeleitet werden, sondern deutet auf einen weiblichen Vornamen wie Bia hin. Somit hat Bienrode in der Geschichte zwei Namen geführt.
Nach Bornstedt ist der Ort nach 800 entstanden.
In Bienrode steht die evangelische Kirche Zur Heiligen Dreifaltigkeit, die im 12. Jahrhundert erbaut wurde. Die Pfarre des entfernten Nachbarorts Bevenrode, der zur Propstei Königslutter gehört, betreute von 1642 bis 1965 auch die Gemeinde Bienrode. Politisch gehörte Bienrode früher zum Papenteich, das 1708 an das Fürstentum Braunschweig-Wolfenbüttel fiel.
Die Wassermühle wird 1311 im Rahmen einer Schenkung des gesamten Orts seitens der Brüder von Wenden an das Kloster Riddagshausen erwähnt. Sie wurde bis 1960 betrieben.
Seit der Eingemeindung 1974 gehört der Ortsteil zur kreisfreien Stadt Braunschweig. In Bienrode leben etwa 1700 Bürger in rund 900 Haushalten.

## Wappen
| Wappen von Bienrode | Blasonierung: „In Blau unter einem goldenen Sparren ein goldenes Mühlrad.“ |
| Wappen von Bienrode | Wappenbegründung: Der Ort hält mit dem Wappen die Erinnerung an eine Mühle wach, die, allerdings „inkognito“, zu literarischen Ehren gelangt ist. Das Mühlrad entstammt der 1311 vom Geschlecht von Wenden an das Kloster Riddagshausen veräußerten, später in herzoglichen Besitz befindlichen Wassermühle an der Schunter. Wilhelm Raabe verarbeitete ihr Schicksal in seiner Erzählung „Pfisters Mühle“. Vor 1311 hatte das ganze Dorf dem Geschlecht von Wenden gehört. Einer der beiden Sparren aus ihrem Wappen findet sich im Gemeindewappen wieder. Mit den Farben Blau-Gold gaben die Bienroder ihrer Anhänglichkeit an das Land Braunschweig und an den ehemaligen Landkreis Braunschweig, der ebenfalls diese Farben führte, Ausdruck. Das Wappen wurde vom Heraldiker Wilhelm Krieg gestaltet, am 14. August 1964 vom Gemeinderat beschlossen und am 24. Februar 1965 durch den braunschweigischen Verwaltungspräsidenten genehmigt. |

## Infrastruktur
In Bienrode gibt es einen Sportverein, die Freiwillige Feuerwehr Bienrode und einen Kindergarten. Die Grundschule liegt am östlichen Ortsrand, sie gehört jedoch bereits zur Nachbargemarkung Waggum.

## Persönlichkeiten
Dieter Schidor (1948–1987), Schauspieler